# Trachylepis buettneri
Trachylepis buettneri (мабуя Бюттнера) — вид сцинкоподібних ящірок родини сцинкових (Scincidae). Мешкає в Західній Африці. Вид названий на честь німецького ботаніка Ріхарда Бюттнера.

## Поширення і екологія
Мабуї Бюттнера мешкають в Кот-д'Івуарі, Гані, Того, Беніні, Нігерії, Камеруні, Центральноафриканській Республіці і ДР Конго. Вони живуть в гвінейських саванах. Ведуть деревний спосіб життя.